# Batalla de Simancas
La batalla de Simancas fue un enfrentamiento bélico entre las tropas de una coalición cristiana encabezada por el rey de León, Ramiro II, y los musulmanes asentados en Córdoba del califa Abderramán III junto a los muros de la ciudad de Simancas, en la que se afianzó el dominio sobre las tierras del río Duero por los reinos cristianos del norte, en el año 939.

## Antecedentes

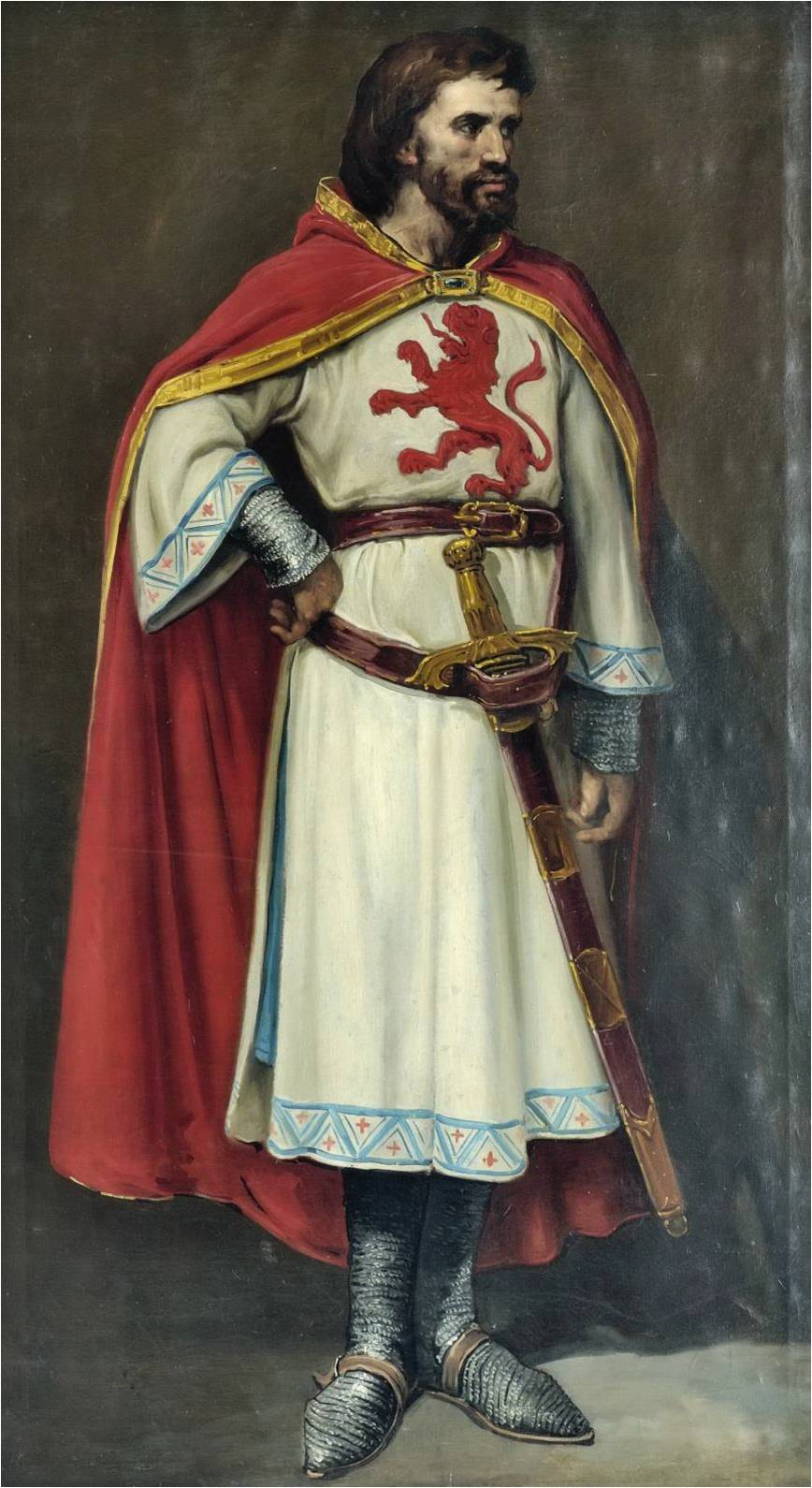
Ramiro II de León por José María Rodríguez de Losada..

En el año de 939, el rey Ramiro II de León actuó en apoyo de Muhámmad ibn Háshim, gobernador de Zaragoza (también conocido por Abu Yahya o Abohaia), a quien el califa acusaba de traidor y culpable principal del desastre de Osma, ocurrido 3 años antes. El cronista Sampiro abrevia así los hechos:

Ramiro reuniendo su ejército se dirigió a Zaragoza. Entonces el rey de los sarracenos, Aboyaia, se sometió al gran rey Ramiro y puso toda su tierra bajo la soberanía de nuestro rey. Engañando a Abdarrahmán, su soberano, se entregó con todos sus dominios al rey católico. Y nuestro rey, como era fuerte y poderoso, sometió los castillos de Aboyaia, que se le habían sublevado, y se los entregó regresando a León con gran triunfo.

Sampiro omite que el monarca leonés dejó guarniciones navarras en estos castillos, pues Ramiro contaba con el concurso y alianza del rey de Pamplona.
Después de la pérdida de la estratégica Zaragoza, es fácil comprender la airada reacción de Abderramán III. Tras cercar y conquistar Calatayud, Abderramán se apoderó uno tras otro de todos los castillos de la zona. Al llegar a las puertas de Zaragoza, Abu Yahya capituló
El califa omeya, para acabar de una vez por todas con el reino leonés, concibió entonces un proyecto gigantesco, al que denominó gazat al-kudra, Campaña del Supremo Poder o de la Omnipotencia. El omeya reunió un gran ejército alentado por la llamada a la yihad. Desde la salida de Córdoba se dispuso que todos los días se entonase en la mezquita mayor la «oración de la campaña», no con sentido deprecatorio, sino como anticipado agradecimiento de lo que no podía menos de ser un éxito incontrovertible.
El califa levantó, con la ayuda del gobernador musulmán de Zaragoza (Abu Yahya), un gran ejército de casi 100 000 hombres, formado por mercenarios andalusíes, militares profesionales, tribus bereberes, soldados de las provincias militarizadas (yunds), contingentes de las Marcas y un buen número de voluntarios. Bien armada y pertrechada, esta heterogénea masa de combatientes emprendió la marcha a fines de junio de 939. Dejando atrás Toledo, el ejército atravesó el Sistema Central por Guadarrama (puerto de Tablada), internándose a continuación en la «tierra de nadie» –políticamente hablando– situada al sur del Duero. Después de saquear y destruir los lugares que encontraban en su camino (Olmedo, Íscar, Alcazarén), los contingentes califales acamparon cerca del Cega y se instalaron en el Castillo de Portillo a principios de agosto.
Entre tanto, el rey leonés Ramiro II había reunido a su lado a sus propias tropas, incluidas las de los condes castellanos Fernán González y Ansur Fernández, y a las tropas del reino de Pamplona de García Sánchez I.

## Batalla

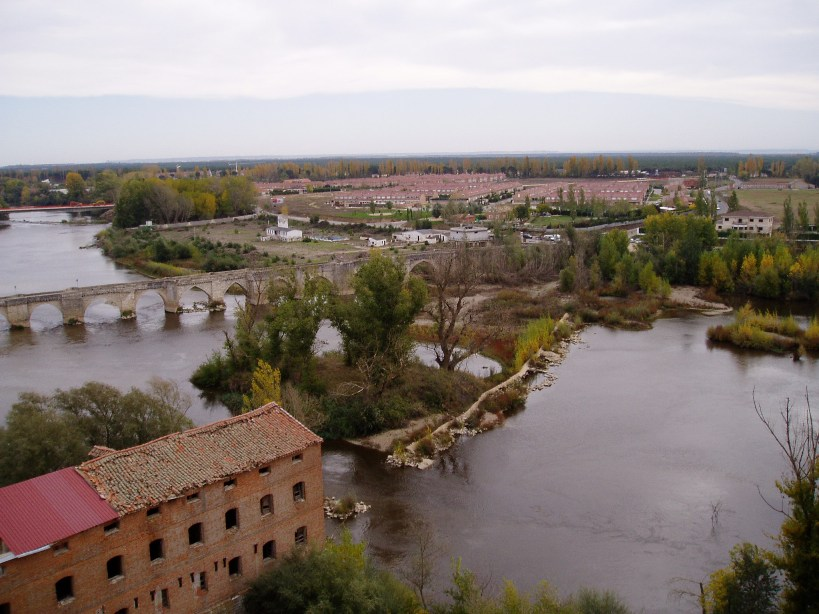
Puente medieval sobre el río Pisuerga en Simancas.

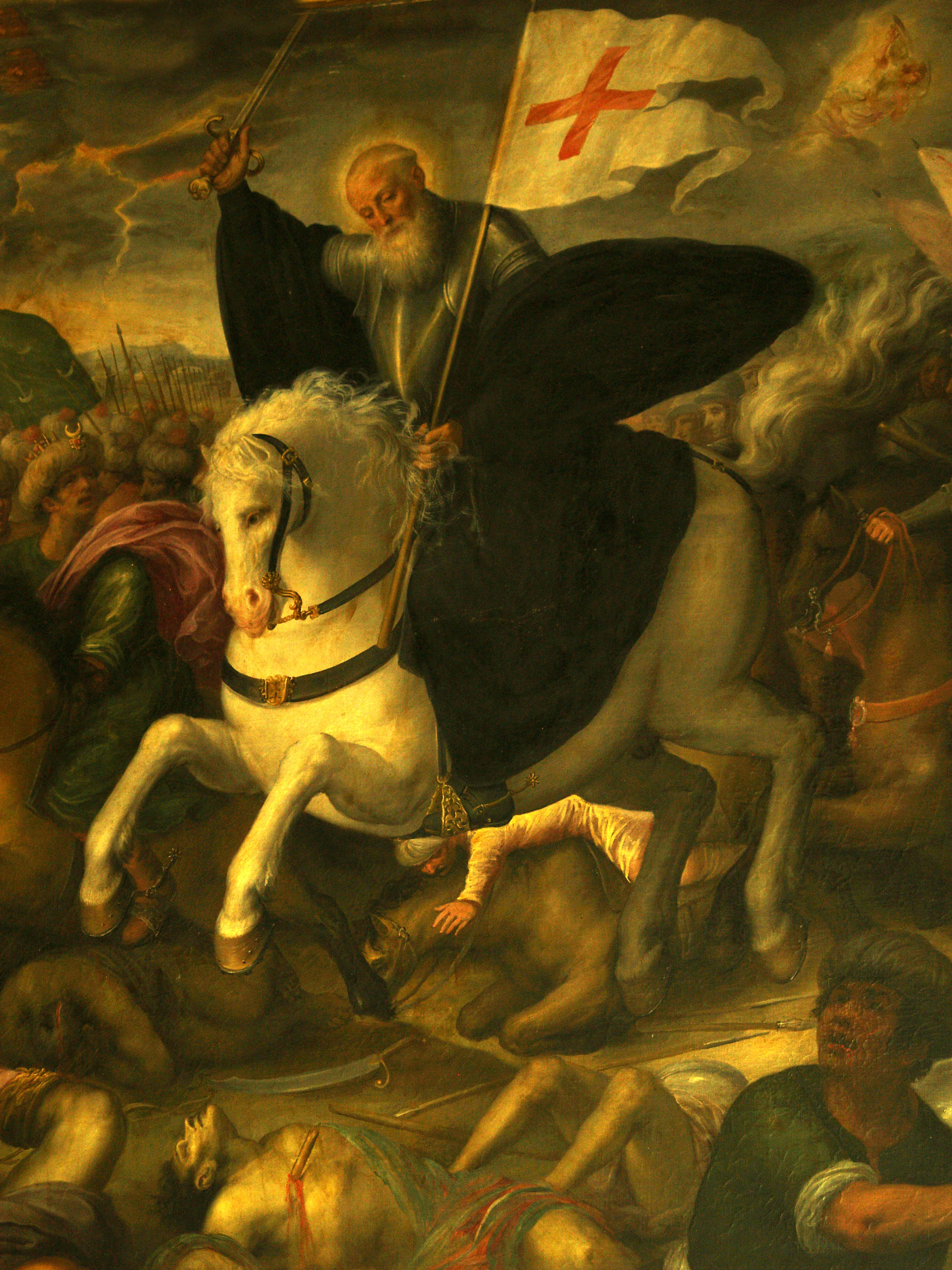
La tradición dice que el Apóstol Santiago y San Millán aparecieron en la batalla.

La batalla, que se libró en la margen derecha del Pisuerga, al noreste de Simancas, fue muy violenta y se prolongó durante varios días. Comenzó el 6 de agosto y concluyó con la grave derrota califal cuatro días después. Las crónicas cristianas cuentan que se apareció el Apóstol Santiago a lomos de un caballo blanco, así como San Millán. Y además, según relatan las crónicas, tanto árabes como cristianas, hubo un eclipse de sol unos días antes de la batalla:

Encontrándose el ejército cerca de Simancas, hubo un espantoso eclipse de sol, que en medio del día cubrió la tierra de una amarillez oscura y llenó de terror a los nuestros y a los infieles, que tampoco habían visto en su vida cosa semejante. Dos días pasaron sin que unos y otros hicieran movimiento alguno.
Kitab ar-Rawd

El sol padeció terrible eclipse, en el día en el que en España Abderramen rey de los sarracenos, fue vencido en una batalla por el cristianísimo rey D. Ramiro.
 Manuel Bachiller "Antigüedades de Simancas"

Basándose en este dato, el eclipse previo a los días de batalla, este sucedió el 19 de julio de 939. El combate duró algunas jornadas, decidiéndose del lado de los cristianos, que hicieron huir a las tropas musulmanas, que no pudieron tomar la fortaleza de Simancas. Abu Yahya fue apresado al término de la contienda.

Después de esto tornase el rey D. Ramiro con los suyos con grandes ganancias de oro, y de plata, y piedras preciosas y con muchos cautivos, y entre ellos llegó Abenaya, ca puesto caso que Abenaya había sido preso por el conde en lo de Haza.
 Manuel Bachiller "Antigüedades de Simancas"

Los musulmanes sufrieron unas tres mil bajas, si bien también fueron abundantes las de los vencedores. Estos apresaron al gobernador tuyibí de Zaragoza, que combatía en las filas cordobesas. Abderramán, que tuvo que huir apresuradamente para salvarse del descalabro, hubo de abandonar tras de sí su campamento.
Después de la batalla de Simancas aconteció otro desastre para los musulmanes en tierras salmantinas, en lo que se denomina la jornada de Alhándega o del Barranco. Parte del ejército musulmán, en su apresurada retirada hacia el sur después del desastre de Simancas, fue perseguido por los leoneses, dándoles captura en la zona del barranco de Cortos, ubicado junto a la actual Fresno Alhándiga, donde tuvo lugar un segundo enfrentamiento bélico en el que el Califato de Córdoba fue derrotado nuevamente por las tropas del Reino de León.

...y en la retirada el enemigo los empujó hacia un profundo barranco, que dio nombre al encuentro (Alhándega), del que no pudieron escapar, despeñándose muchos y pisoteándose de puro hacinamiento: el califa, que se vio forzado a entrar allí con ellos, consiguió pasar con sus soldados, abandonando su real y su contenido, del que se apoderó el enemigo...
Al-Muqtabis

## Consecuencias

Mapa de los distintos reinos en la península ibérica sobre el año 1000 d. C.

Como consecuencia de las victorias en Simancas y Alhándega, la línea de repoblación del reino de León avanzó hasta el río Tormes, rebasando el límite del río Duero. Es decir, se inicia la repoblación del sur del Duero que será diferente a la que hubo en el norte. Se ocupó Ledesma este mismo año y la ciudad de Salamanca en 941. No obstante, aunque Abd al-Rahman III no volvió a dirigir personalmente sus ejércitos en combate, estos siguieron haciendo incursiones más allá de los límites cristianos (como las aceifas del caudillo árabe Almanzor [al-Mansur]; una de ellas desembocó supuestamente en la batalla de Rueda en el año 981).

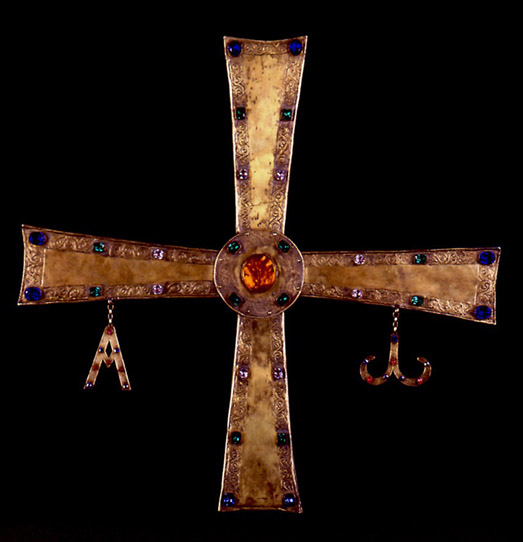
Cruz de Peñalba, donada por Ramiro II en conmemoración de la victoria en Simancas

La importancia fundamental (y por la que se recuerda esta batalla) no es tanto la ganancia territorial de los reinos cristianos, sino el valor simbólico de ser la primera gran victoria que se obtiene contra al-Ándalus. Para Abderramán III la derrota fue un importante contratiempo pero no alteró su gobierno, puesto que los territorios perdidos entre el sur del río Duero y el río Tormes se encontraban lejos de su capital en Córdoba, sin poner en peligro grave sus dominios. Aun así, tras el regreso a Córdoba después de la derrota, ordenó ejecutar a numerosos oficiales de su ejército por incompetencia y nunca más volvió a encabezar una expedición de guerra.
Como consecuencia de la victoria cristiana, el rey Ramiro II de León mandó realizar la Cruz de Peñalba como agradecimiento por la intervención del apóstol Santiago en la batalla. La cruz, una pieza de orfebrería mozárabe, fue entregada al obispo Genadio de Astorga y a los monjes del monasterio de Peñalba, situado en el Bierzo. Este acto no solo simbolizó el triunfo cristiano sobre al-Ándalus, sino también la profunda devoción del rey hacia el apóstol Santiago, considerado protector de los ejércitos cristianos.
La batalla tuvo amplia repercusión en el resto de Europa por la magnitud de la derrota musulmana.